# Brice Donat
Pour les articles homonymes, voir Donat.
Brice Donat est un joueur et entraîneur français de volley-ball né le 10 décembre 1975 à Saint-Quentin. Il mesure 1,75 m et joue passeur jusqu'en 2014, avant de se reconvertir en tant qu'Entraîneur.

## Clubs
| Club             | De        | À         |
| ---------------- | --------- | --------- |
| FL Saint-Quentin | 2001-2002 | 2010-2011 |
| AS Orange Nassau | 2011-2012 | 2011-2012 |
| Arago de Sète    | 2012-2013 | 2012-2013 |
| Stade poitevin   | 2013-2014 | 2013-2014 |

## Palmarès (comme joueur)

### Distinctions individuelles
Néant